# Katharina Schmidt (Filmeditorin)
Katharina Schmidt (geb. um 1970) ist eine deutsche Filmeditorin.
Katharina Schmidt war nach dem Abitur 1987 als Schnittassistentin und Soundeditorin tätig. Seit 1992 ist sie freie Editorin für Film und Fernsehen. 2011 wurde sie für den Schnitt des Dokumentarfilms Die Anwälte – Eine deutsche Geschichte mit dem Grimme-Preis ausgezeichnet.
Schmidt ist Mitglied im Bundesverband Filmschnitt Editor (BFS).

## Filmographie (Auswahl)
- 1992: Schuld war nur der Bossa Nova
- 1995–2008: Wilsberg (Fernsehserie)
  - 1995:  Und die Toten lässt man ruhen
  - 2003: Letzter Ausweg Mord
  - 2004:  Der Minister und das Mädchen
  - 2007:  Die Wiedertäufer
  - 2007:  Unter Anklage
  - 2008:  Interne Affären
- 2000: Höllische Nachbarn – Chaos im Hotel
- 2002: Marlene Dietrich – Her Own Song
- 2003–2006: Die Sitte (Fernsehserie, 21 Folgen)
- 2005: Nicht ohne meinen Schwiegervater
- 2006: Nicht ohne meine Schwiegereltern
- 2007: Ein unverbesserlicher Dickkopf
- 2009: Die Anwälte – Eine deutsche Geschichte
- 2009: Marie Brand und die Nacht der Vergeltung
- 2010: Rennschwein Rudi Rüssel (Fernsehserie, 4 Folgen)
- 2011: Neue Chance zum Glück
- 2012: Geliebtes Kind
- 2013: Du bist dran
- 2014: Schönefeld Boulevard
- 2015: Der Lehrer (Fernsehserie, 3 Folgen)
- 2016: Zwei verlorene Schafe
- 2017: Ein schrecklich reiches Paar
- 2019: Morgen sind wir frei
- 2019: Die Bestatterin – Der Tod zahlt alle Schulden
- 2019: Alte Bande
- 2019: Bonusfamilie
- 2020: Das Unwort
- 2020: Der Bozen-Krimi: Zündstoff
- ab 2021: Ein starkes Team (Fernsehserie)
  - 2021:  Gute Besserung
  - 2021:  Sterben auf Probe
  - 2023:  Kurierfahrt in den Tod
  - 2024:  Tod einer Pflegerin
- 2022: Der Tod kommt nach Venedig (Fernsehfilm)
- 2022: Der Spalter
- 2023: Picknick in Moria